# Hamilton Prioleau Bee
Hamilton Prioleau Bee (né le 22 juillet 1822 à Charleston, État de Caroline du Sud, et décédé le 3 octobre 1897 à San Antonio, État du Texas) est un politicien américain du début du Texas ; il est secrétaire du sénat du Texas en 1846. Il sert près de 10 ans comme représentant à la chambre de l'État en 1849, et pendant un mandat comme président de la chambre des représentants du Texas (en).
Il sert ensuite comme général confédéré pendant la guerre de Sécession. En 1869, pendant la reconstruction, lui et sa famille quitte le Texas, vivant plusieurs années à Saltillo au Mexique avant de retourner à San Antonio en 1876.
Il y vit jusqu'à la fin de sa vie.

## Avant la guerre
Hamilton Prioleau Bee naît dans une famille politique à Charleston, en Caroline du Sud le 22 juillet 1822,(p125). Ses parents sont Ann Wragg (Fayssoux) et Barnard E. Bee Sr. (en). Son jeune frère est Barnard Elliott Bee, Jr.,(p125). La famille part pour le Texas en 1836 lorsque Hamilton est âgé de 14 ans. Son père, Barnard Bee Sr., est un leader de la révolution texane et sert en tant que secrétaire d'État et secrétaire à la Guerre de la république du Texas. Le comté de Bee, au Texas et la ville de Beeville sont baptisés en son honneur.
Les deux frères servent comme généraux dans l'armée confédérée pendant la guerre de Sécession ; Barnard Jr. est tué au début de la guerre lors de la première bataille de Bull Run,(p125). Hamilton suit les traces de son père en politique dans la république du Texas et ensuite dans l'État, servant à une fonction élective pendant plus d'une dizaine d'années.

## Carrière politique
À 17 ans, Hamilton Bee est nommé secrétaire de la commission qui détermine la frontière entre les États-Unis et la république du Texas,(p125). Sam Houston envoie Joseph C. Eldridge, Thomas S. Torrey et Bee pour ouvrir les négociations avec les Comanches en 1843. Ils parviennent à obtenir le traité de Tehuacana Creek. Bee est élu au sénat du Texas lors de la première législature du Texas (en) en 1846 et y sert en tant que secrétaire.
Pendant la guerre américano-mexicaine, Bee sert dans la compagnie A de Benjamin McCulloch du premier régiment des volontaires montés du Texas du colonel John Hays pendant quelque temps. Il est transféré dans la compagnie de cavalerie du Texas de Mirabeau Bonaparte Lamar en tant que second lieutenant. Bee se réengage en 1847 - cette fois comme premier lieutenant - dans la compagnie de Lamar, qui fait alors partie du régiment des volontaires du Texas du colonel Peter Hansborough Bell (en).
Bee part pour Laredo après la guerre. En 1848, il est candidat et remporte un siège à la chambre des représentants du Texas lors de la troisième législature du Texas (en). Il est réélu à plusieurs reprises et sert jusqu'en 1849, terme de la septième législature (en), au bout de dix ans de présence à la chambre. Au cours de la sixième législature (en), Bee est élu brillamment président de la chambre avec 78 voix contre une pour N. B. Charlton et une pour Pleasant Williams Kittrell.,(p5-6).

## Mariage et famille
Une fois établi à la législature du Texas, Bee se marie, à l'âge de 32 ans, avec Mildred Tarver le 21 mai 1854. Ensemble, ils ont six enfants, dont Barnard E. Bee et Carlos Bee (en), nés alors qu'ils vivent au Mexique. Son petit-fils Carlos Bee (en), né à Berkeley en Californie, deviendra lui-aussi politicien. Il sera élu maire de Hayward et à l'assemblée de l'État de Californie.

## Guerre de Sécession

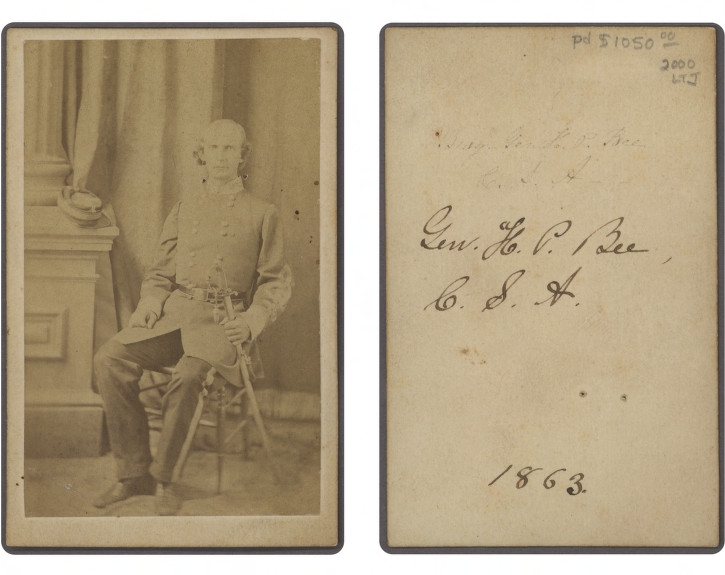
Brigadier général H P Bee, 1863.

En 1861, Bee est élu brigadier général de la milice du Texas et nommé brigadier général dans l'armée des États confédérés le 4 mars 1862,(p125). Bee commande la brigade comprenant les régiments suivants : le premier de Carl Buchel, le vingt-troisième de Nicholas C. Gould, le vingt-sixième de Xavier Blanchard Debray, le trente-cinquième de James B. Likin, le trente-sixième de Peter Cavanaugh Woods et le régiment de cavalerie du Texas de Peter Cavanaugh Woods (en).
Bee positionne son quartier-général à Brownsville, où il favorise le commerce du coton contre des munitions avec le Mexique. Le 4 novembre 1863, il est contraint d'abandonner Brownsville devant une force expéditionnaire de l'Union placée sous les ordres du major général Nathaniel P. Banks. Il est cependant crédité d'avoir éviter la capture de plusieurs millions de dollar d'équipement et de munitions par les forces de l'Union,(p152).
Bee est transféré à un commandement en campagne en 1864 sous les ordres du lieutenant général Richard Taylor lors de la campagne de la Red River. Il aide a stopper l'avancée de l'Union à la bataille de Mansfield le 8 avril 1864,(p156). Au cours de la bataille de Pleasant Hill, Bee a deux chevaux tués sous lui pendant une charge de cavalerie, mais n'est seulement que légèrement blessé,(p349-355). L'un des commandants de brigade à ce moment est Arthur Pendleton Bagby, Jr qui le replacera plus tard. Il hésite fortement et est obligé de se retirer lors de la bataille de Monett's Ferry ce qui permet à Banks de s'enfuir en traversant la Cane River,(p156). Malgré des critiques sévères à propos de sa conduite de ses troupes, Bee reçoit plus tard le commandement de la division de Thomas Green dans le corps de cavalerie de John A. Wharton en février 1865. Après cela, il commande une brigade d'infanterie dans la division du brigadier général Samuel B. Maxey,(p126).

## Après la guerre
Après la guerre en 1869 pendant la reconstruction, Bee déménage avec sa famille à Saltillo au Mexique. Ils s'imposent un exil au Mexique jusqu'en 1876. À ce moment, les démocrates reprennent le contrôle de la législature de l'État du Texas. Ils retournent vivre alors à San Antonio, où Bee devient avocat,(p126). Il est nommé délégué du Texas du bureau des assurances, des statistiques et de l'histoire (actuellement le département des assurances du Texas (en) pendant la législature de 1885-1886.
Après que Bee meurt le 3 octobre 1897, il est enterré dans le cimetière confédéré de San Antonio,(p126).